# عدم استقرار بلاتو–رايلي

مرحلة وسيطة من انقسام نفاثة سائلة إلى قطرات. يُظهر الرسم أنصاف أقطار الانحناء في الاتجاه المحوري. معادلة نصف قطر التيار السائل تُعطى بالعلاقة:
،
حيث:
هو نصف قطر التيار غير المضطرب،
هو سعة الاضطراب،
هو المسافة على طول محور التيار،
و هو العدد الموجي.

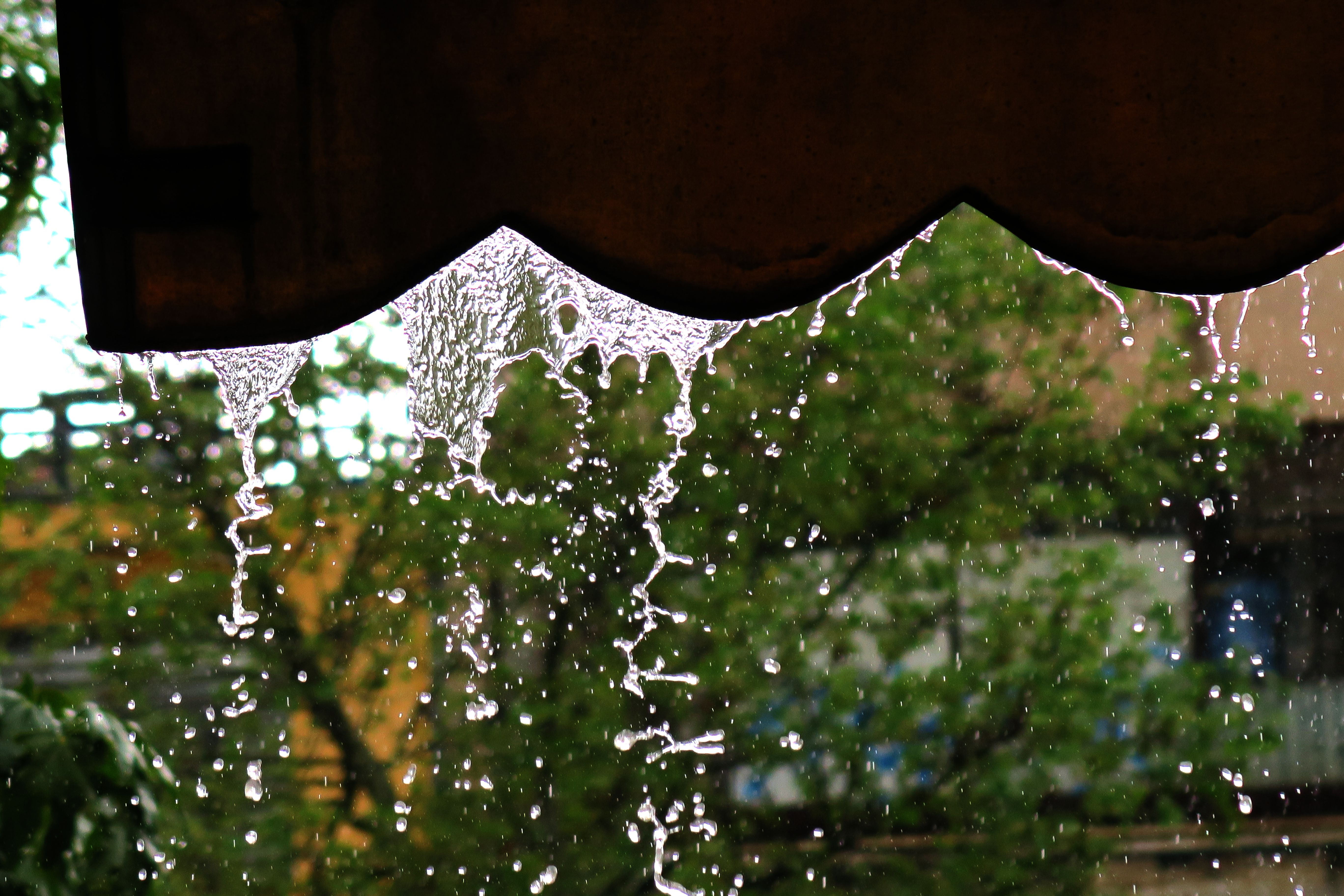
تدفق قطرات المطر من مظلة شجرية. من بين القوى التي تتحكم في تكوّن القطرات: عدم استقرار بلاتو–رايلي، والتوتر السطحي، والتماسك، وقوى فان دير فالس.

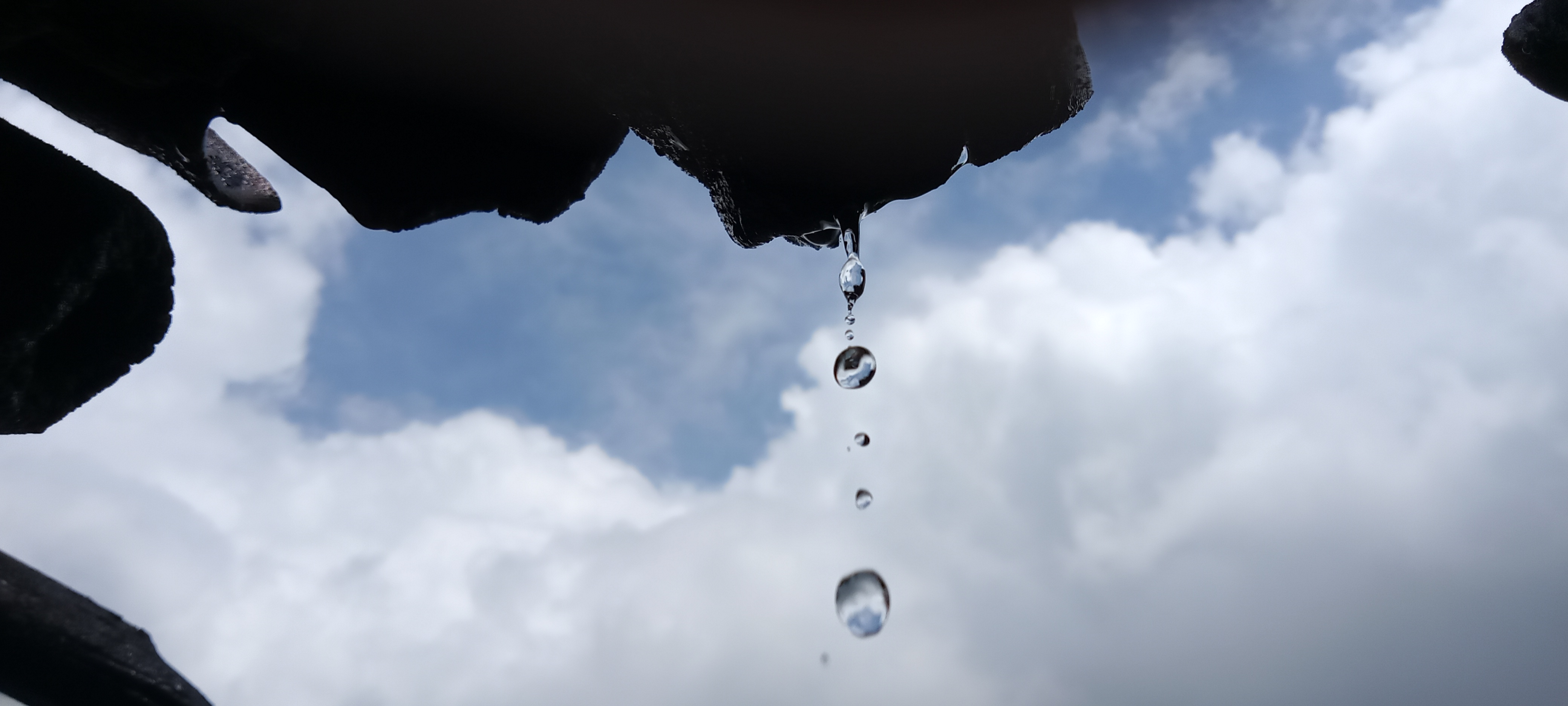
قطرات المطر تتساقط من حافة السطح، في مثال واضح على ظاهرة عدم الاستقرار.

قطرات الماء تتشكل عند سقوطها من صنبور. يُلاحظ تكون "العنق" الذي يؤدي إلى انفصال القطرة بفعل عدم استقرار بلاتو–رايلي.

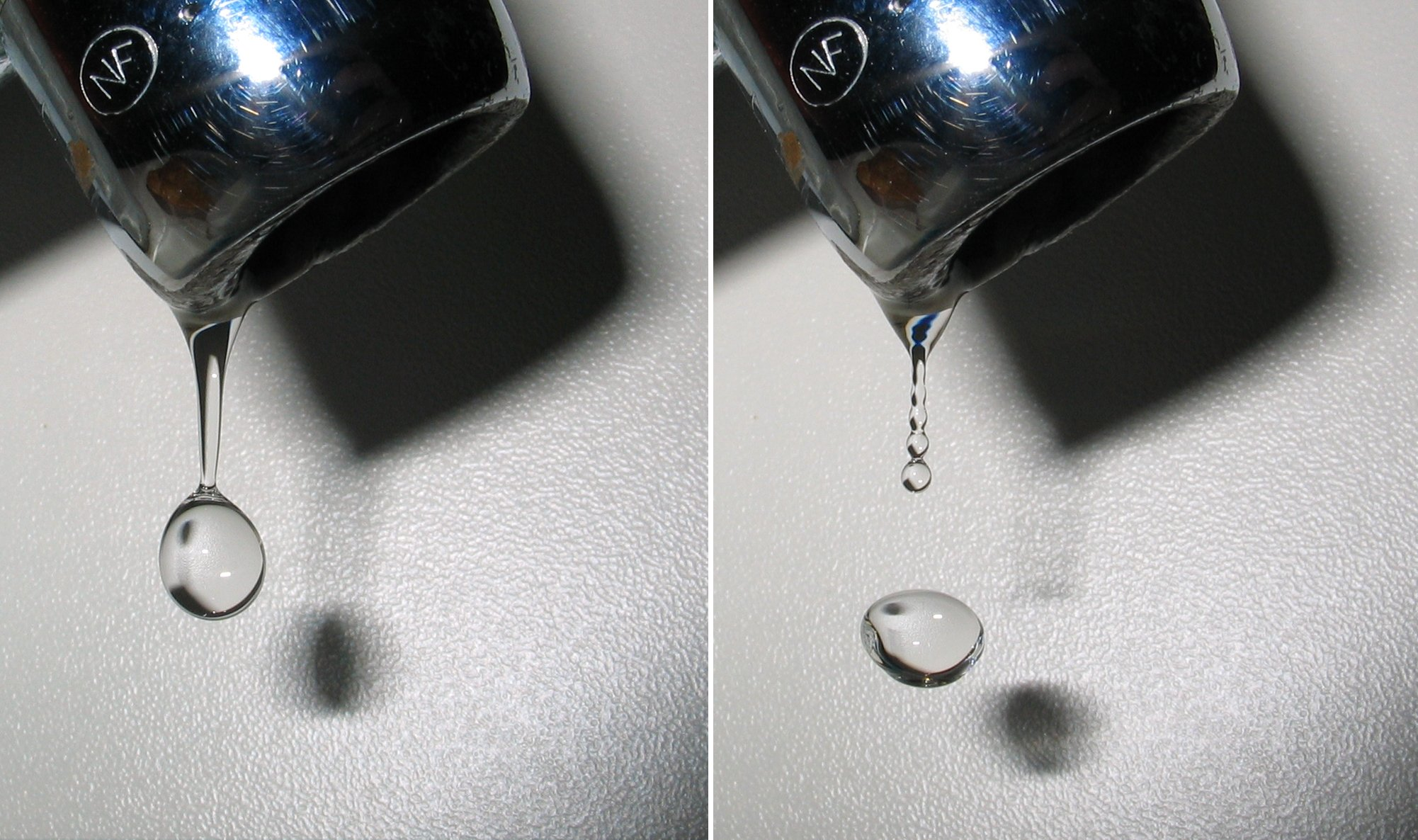
تأثير ظاهرة عدم استقرار بلاتو–رايلي على تكوّن قطرة الماء

عدم استقرار بلاتو–رايلي (بالإنجليزية: Plateau–Rayleigh instability) أو ظاهرة عدم الاستقرار الأسطواني للسائل هي ظاهرة فيزيائية تحدث عندما يتعرض عمود أو خيط سائل طويل لتقلبات صغيرة على سطحه، مما يؤدي إلى تفككه إلى قطرات منفصلة. تنشأ هذه الظاهرة نتيجةً لقوى التوتر السطحي، التي تدفع السائل إلى تقليل طاقته السطحية بتحول الشكل الأسطواني إلى أشكال كروية أصغر مساحة سطحية لنفس الحجم. تُعد هذه الظاهرة من أهم النماذج في ميكانيكا الموائع، وقد اكتشفها تجريبيًا الفيزيائي البلجيكي جوزيف بلاتو في القرن التاسع عشر، ثم قدّم اللورد رايلي تحليلًا رياضيًا دقيقًا لها، لتُعرف لاحقًا باسمهما المشترك. 

## التاريخ والاكتشاف
بدأت دراسة ظاهرة عدم استقرار بلاتو–رايلي في القرن التاسع عشر، حين لاحظ الفيزيائي البلجيكي جوزيف بلاتو (Joseph Plateau) في عام 1873 أن خيوط السوائل الاسطوانية لا تظل مستقرة لفترات طويلة، بل تميل إلى الانفصال إلى قطرات منفصلة. أجرى بلاتو تجاربه باستخدام خيوط سائلة من الزئبق والماء، وركز على دور التوتر السطحي في تحفيز هذه العملية، مؤكدًا أن الشكل الكروي يقلل من الطاقة السطحية للسائل.
لاحقًا، في أواخر القرن التاسع عشر، قدم الفيزيائي البريطاني جون ويليام ستروت رايلي (اللورد رايلي) تحليلًا رياضيًا لهذه الظاهرة، حيث استخدم المعادلات الرياضية لتفسير متى وكيف تنمو الاضطرابات الصغيرة على سطح العمود السائل، ما يؤدي إلى انفصاله إلى قطرات. أثبت رايلي أن هناك طول موجي معين (أو تردد محدد للاضطراب) هو الذي يتسبب في أكبر نمو للاضطرابات، مما يجعل العمود السائل ينقسم إلى قطرات منتظمة الحجم.
تطورت الدراسات لاحقًا لتشمل تأثيرات إضافية مثل اللزوجة والظروف البيئية المختلفة، لكن مساهمات بلاتو ورايلي تمثل الأساس الذي بني عليه فهم الظاهرة في ميكانيكا الموائع.

## الشرح الفيزيائي للظاهرة
عندما يُشكّل سائلٌ ما عمودًا أسطوانيًا رفيعًا، مثل خيط ماء ينساب من صنبور، فإن سطح هذا العمود لا يكون مستقرًا دائمًا، بل يتأثر بأي اضطرابات صغيرة قد تنشأ عليه، سواء بفعل الاهتزاز أو الهواء المحيط أو حتى بفعل التقلبات الحرارية الدقيقة. وتعمل قوى التوتر السطحي على تضخيم بعض هذه الاضطرابات وتقليل أخرى، وفقًا لشكلها وطولها الموجي.
الاضطرابات ذات الطول الموجي الأكبر من محيط العمود لها قدرة على النمو بمرور الزمن، لأنها تؤدي إلى تقليل الطاقة السطحية الكلية، مما يجعل السائل يتجه للتجزؤ إلى قطرات كروية، ومن منظور الديناميكا الحرارية، فإن تحول الشكل الأسطواني إلى قطرات كروية يُعد أكثر كفاءة في تقليل الطاقة وهي الشكل الذي يمتلك أقل مساحة سطحية ممكنة لحجم معين. أما الاضطرابات الأقصر من محيط العمود، فإنها غالبًا ما تضعف وتلاشى . ويُعرف هذا الحد الفاصل باسم الطول الموجي الحرج، وهو عامل حاسم في تحديد ما إذا كانت الاضطرابات ستتضخم أم تزول. 

## التحليل الرياضي للظاهرة
تعتمد الظاهرة المعروفة باسم عدم استقرار بلاتو–رايلي على تحليل النمو الطيفي للاضطرابات الموجية التي تظهر على سطح عمود أسطواني من السائل. الهدف من هذا التحليل هو تحديد الشروط التي تجعل هذه الاضطرابات تنمو مع الزمن، مما يؤدي إلى تفكك العمود إلى قطرات منفصلة.

### النموذج المثالي
يُفترض أن العمود السائل:
- غير لزج (inviscid)،
- غير قابل للانضغاط (incompressible)،
- يخضع لقوى التوتر السطحي فقط دون تأثير للجاذبية أو الهواء المحيط.

ويُفترض أن نصف قطر العمود الأساسي هو R، وتُطبّق اضطرابات صغيرة على سطحه على شكل موجات جيبية بطول موجي λ أو عدد موجي k = 2\pi/\lambda.

### المعادلة الأساسية
بيّن اللورد رايلي أن معدل نمو الاضطرابات الزمنية يعتمد على العلاقة التالية:
{\displaystyle \omega ^{2}={\frac {\sigma }{\rho R^{3}}}\cdot (kR)\cdot \left(1-(kR)^{2}\right)}
حيث:
- ω (أوميغا): التردد الزاوي للنمو،
- σ (سيغما): معامل التوتر السطحي،
- ρ (رو): كثافة السائل،
- R : نصف قطر العمود،
- k : العدد الموجي للاضطراب.

### التفسير
- تنمو الاضطرابات فقط إذا كانت ω² > 0، أي عندما يكون kR < 1، أي أن الطول الموجي يجب أن يكون أكبر من محيط العمود حتى تنمو الاضطرابات.
- يكون النمو الأسرع (أكبر ω) عندما kR ≈ 0.697، أي أن الطول الموجي الأمثل تقريبًا هو:

{\displaystyle \lambda _{\text{max}}\approx 9.02R}
وهذا يعني أن العمود السائل سيميل إلى الانقسام إلى قطرات متساوية الحجم تقريبًا، كل واحدة منها ذات حجم مكافئ لطول موجة قريب من هذا الطول الأمثل. 

### نحو نماذج أكثر واقعية
رغم أن هذا التحليل يُوفّر فهمًا دقيقًا للظاهرة في حالتها المثالية، فإن تطبيقه على الحالات العملية يتطلب أخذ عوامل إضافية بعين الاعتبار:
- اللزوجة (Viscosity): تؤدي إلى تباطؤ نمو الاضطرابات أو تغيير الطيف الموجي السائد، خاصة في السوائل عالية اللزوجة مثل الزيوت أو البوليمرات.
- الهواء المحيط: قد يضيف مقاومة أو تأثيرًا بالضغط الخارجي، خاصة في الخيوط السائلة الرفيعة.
- الجاذبية والتسارع: تُصبح مؤثرة في الحالات التي يكون فيها طول العمود كبيرًا أو في التطبيقات الفضائية. [9]

ولهذا، توسعت الدراسات الحديثة لتشمل النمذجة العدديّة (Computational Fluid Dynamics)، وتصوير الانفصال بكاميرات عالية السرعة، وتحليل الانفصال غير المتماثل، وكلها تكمّل النموذج الكلاسيكي المشتق من معادلات رايلي.

## دراسات الظاهرة من منظور حديث
شهدت ظاهرة عدم استقرار بلاتو–رايلي اهتمامًا متزايدًا في الدراسات الحديثة، التي تجاوزت التحليل الكلاسيكي لتشمل التأثيرات الديناميكية المعقدة والتقنيات التجريبية الدقيقة، مما أتاح فهمًا أعمق لسلوك الخيوط والسوائل في الظروف الحقيقية. وقد تناول عدد من الباحثين هذه الظاهرة من زوايا متعددة، مما أسهم في تطوير نماذج فيزيائية أكثر دقة وتطبيقات عملية متقدمة.

### سيدني ناجل (Sidney Nagel)
يُعد سيدني ناجل (Sidney Nagel) من أبرز العلماء الذين تناولوا هذه الظاهرة من منظور جديد، حيث ركزت أبحاثه على:
دراسة تفصيلية لكيفية تغير التوتر السطحي بشكل ديناميكي خلال مراحل انقطاع الخيط السائل، مبينًا أن هذا التوتر لا يبقى ثابتًا كما تفترض النماذج الكلاسيكية، بل يتبدل استجابةً للتغيرات السريعة في شكل السطح ومعدل استطالته. فقد أظهرت تجاربه باستخدام كاميرات فائقة السرعة أن المناطق الضيقة من الخيط —وخاصة "عنق الانفصال"— تشهد تفاوتًا لحظيًا في التوتر السطحي يؤدي إلى فروق ضغط محلية تُعجّل من الانفصال وتُنتج أنماطًا معقدة من القطرات، بما في ذلك قطرات ثانوية دقيقة الحجم لا تنبئ بها التحليلات التقليدية.
استند ناجل في تفسير هذه الظاهرة إلى مفهوم زمن استجابة التوتر السطحي (surface relaxation time)، وهو المدة التي يستغرقها السطح لاستعادة توازنه بعد اضطراب مفاجئ. وقد اقترح نماذج تأخذ بعين الاعتبار هذا الزمن، موضحًا أن الإغفال عنه يؤدي إلى تبسيط مخلّ لسلوك النظام الفعلي.
كما طور سيدني ناجل (Sidney Nagel) من خلال استخدامه لتقنيات التصوير عالية السرعة دراسة مفصلة لما يُعرف بـ"عنق الخيط" (necking) أثناء عملية انفصال الخيط السائل، موضحًا أن هذه العملية لا تتم بسلاسة كما توحي النماذج الكلاسيكية، بل تمر بسلسلة من التشوّهات المتسارعة والانبعاجات المعقدة. كما كشف ناجل عن ظهور قطرات ثانوية صغيرة الحجم تُعرف بـ"القطرات الفضفاضة" (satellite droplets)، ما يعكس تأثيرًا غير خطي لتداخل عوامل مثل اللزوجة والتوتر السطحي والظروف البيئية المحيطة، مما يثري الفهم التقليدي للظاهرة ويعزز من دقتها في التطبيقات العلمية والصناعية.
كما ركز ناجل على أهمية تحليل أثر الظروف المحيطة مثل درجة الحرارة واللزوجة والتسارع على تطور الاضطرابات، مبرزًا تعقيدات عملية الانفصال التي لا يمكن تفسيرها بالنموذج المثالي فقط.
ومن بين الظواهر اللافتة التي رصدها سيدني ناجل وفريقه أثناء دراسة مراحل انقطاع الخيوط السائلة، ظهور القطرات الثانوية (satellite droplets)، وهي قطرات صغيرة جدًا تتكوّن بين القطرات الرئيسية الكبرى نتيجة اضطرابات معقدة في بنية "عنق الخيط". وعلى عكس التنبؤات البسيطة للنموذج الكلاسيكي، الذي يُرجّح تكوّن قطرات واحدة متساوية الحجم، أظهرت التصويرات عالية السرعة أن عملية الانفصال تمر بعدة مراحل غير خطية تُنتج قطرات متعددة ومتفاوتة، بعضها يظل عالقًا بين القطرات الأكبر.
بيّنت هذه الدراسات أن القطرات الثانوية تنشأ من تذبذبات متأخرة في الضغط السطحي واللزوجة الموضعية في المناطق الضيقة من الخيط، حيث تؤدي قوى التوتر السطحي والقص إلى توليد تجاويف صغيرة تتطاول ثم تنفصل سريعًا. ويُعد فهم هذه القطرات مهمًا للغاية في التطبيقات العملية، مثل تقنيات الطباعة النافثة للحبر (inkjet printing)، وأنظمة نقل السوائل الدقيقة، حيث قد تؤدي القطرات غير المرغوبة إلى أخطاء وظيفية أو توزيع غير دقيق للمواد.
وقد اقترح ناجل أن هذه القطرات ليست مجرد "بقايا" عرضية، بل تمثّل تعبيرًا عن الحدود الدقيقة التي تفصل بين الاستقرار وعدم الاستقرار في واجهة السائل، ودعا إلى إدراجها كنقطة أساسية في أي نموذج يحاول وصف انفصال السوائل بدقة. 

### جيمس إيغرز (James Eggers)
يعد الفيزيائي البريطاني جيمس إيغرز (James Eggers) من بين الباحثين الذين كان لهم أثر كبير في تطوير الفهم النظري لانفصال الخيوط السائلة، والذي قدّم نماذج رياضية متقدمة لوصف التفاوتات الدقيقة في قطر الخيط أثناء لحظة الانفصال. وركّزت دراساته على تحليل السلوك غير الخطي للواجهة السائلة، موضحًا كيف تؤدي هذه التفاوتات إلى أنماط انفصال معقدة وغير خطية. مستفيدًا من مفاهيم مثل التشابه الذاتي (self-similarity) والسلوك الكوني (universality) في مرحلة "عنق الخيط"، ليبيّن أن شكل الانفصال يتبع قوانين رياضية عامة بغض النظر عن التفاصيل الدقيقة لنوع السائل أو الظروف المحيطة.
كما طوّر معادلات تصف تطوّر الخيط السائل قرب نقطة الانفصال بدقة زمنية عالية، وطور مع زملائه نمذجة عدديّة تعتمد على معادلات نافييه-ستوكس (Navier-Stokes) لتفسير الظواهر غير الخطية والتذبذبات الدقيقةوهو ما ساعد لاحقًا في تطبيقها في مجالات متنوعة مثل الطباعة الدقيقة والمحاكاة النانوية.

### أندريا بروسبرتي (Andrea Prosperetti)
كما قدم عالم الفيزياء الهندسية أندريا بروسبرتي (Andrea Prosperetti)، مساهمات بارزة في فهم تأثير اللزوجة المتغيرة والتفاعلات المعقدة بين القوى السطحية واللزوجية خلال مراحل انقطاع الخيط السائل. اعتمد في أبحاثه على تحليلات رياضية دقيقة وتجارب مخبرية مكثفة لتطوير نماذج فيزيائية أكثر واقعية، تراعي تأثير اللزوجة غير الثابتة والظروف البيئية المحيطة، مما حسّن دقة التنبؤ بسلوك السوائل في حالات عدم الاستقرار الأسطواني. كما تناول تأثير اللزوجة المتغيرة والتفاعلات بين القوى السطحية واللزوجية باستخدام تحليل رياضي وتجريبي، مما ساعد في تحسين النماذج الفيزيائية للظاهرة.
هذه الدراسات الحديثة أظهرت أن عدم استقرار بلاتو–رايلي ليس مجرد ظاهرة بسيطة تتعلق بتوازن قوى التوتر السطحي، بل يتأثر بعدد من العوامل الديناميكية والتفاعلية التي تُعد حاسمة في التطبيقات الهندسية والطبيعية مثل الطباعة ثلاثية الأبعاد، رذاذ الوقود، والطب النانوي.

### الأدوات والتقنيات المستخدمة في الدراسة
يُعزى التقدم الكبير في فهم ظاهرة عدم استقرار بلاتو–رايلي إلى تطور الأدوات والتقنيات التي تمكن العلماء من مراقبة وتحليل الانفصال السائل بدقة متناهية. من بين هذه الأدوات، تحتل الكاميرات فائقة السرعة مكانة بارزة، حيث تسمح بتسجيل مراحل الانفصال بتفصيل زمني يصل إلى جزء من المليون من الثانية، مما يكشف عن ديناميكيات دقيقة لا يمكن ملاحظتها بالعين المجردة. 
إلى جانب ذلك، أصبحت تقنيات المحاكاة الحاسوبية، خصوصًا المحاكاة الديناميكية للسوائل (CFD)، من الأدوات الأساسية في دراسة الظاهرة. تتيح هذه المحاكاة نمذجة المعادلات المعقدة التي تحكم حركة السوائل وتحليل تأثير المتغيرات المختلفة مثل اللزوجة، التوتر السطحي، وقوى الجاذبية بشكل دقيق وشامل. 
كما تستخدم أجهزة قياس متقدمة مثل مقياس التوتر السطحي ومجسات الضغط الميكروسكوبية لفهم تأثير العوامل البيئية على الانفصال. تجمع هذه التقنيات بين التجريب والنمذجة لتعزيز المعرفة العلمية، وتطوير تطبيقات تقنية متقدمة. 

## التطبيقات العملية والأهمية الصناعية

### التطبيقات العملية والأهمية الصناعية
تُعد ظاهرة عدم استقرار بلاتو–رايلي محورًا أساسيًا في العديد من التطبيقات الصناعية والتقنية، حيث يلعب فهم آليات تفكك الخيوط السائلة إلى قطرات دورًا جوهريًا في تحسين أداء الأنظمة التي تعتمد على التحكم الدقيق في تدفق السوائل. تتنوع هذه التطبيقات من الطباعة المتقدمة إلى تكنولوجيا النانو، مرورًا بأنظمة التبريد والأجهزة الطبية، وتصل حتى إلى فهم العمليات الكونية في بيئات ذات جاذبية منخفضة.

### الطباعة النافثة للحبر
تعتمد تقنيات الطباعة النافثة للحبر (Inkjet Printing) بشكل كبير على مبادئ عدم استقرار بلاتو–رايلي لفهم كيفية تكوين القطرات وفصل الخيوط السائلة. من خلال التحكم الدقيق في حجم القطرات وسرعة انفصالها، يمكن تحسين جودة الطباعة ورفع دقة التوزيع، وهو أمر بالغ الأهمية في طباعة الصور والنصوص، وكذلك في تصنيع الإلكترونيات الدقيقة والبيولوجية. بالإضافة إلى ذلك، تساعد الدراسات المتعلقة بتكوّن القطرات الثانوية على تقليل التشويش الناتج عن تشتت الحبر وضمان توزيع متجانس ومستقر، مما يعزز من موثوقية العملية الإنتاجية.

### تقنيات معالجة السوائل الدقيقة
في مجالات المختبر على رقاقة (Lab-on-a-chip) وأنظمة الميكروفلويديك، يُستخدم فهم ديناميكا انفصال الخيوط السائلة للتحكم الدقيق في نقل وخلط السوائل ضمن قنوات صغيرة الحجم. تمكن هذه التقنية الباحثين من تنفيذ تحاليل طبية وكيميائية بكفاءة وموثوقية عالية، حيث يُتحكم بحجم وجريان القطرات بشكل دقيق عبر نماذج مستمدة من ظاهرة عدم استقرار بلاتو–رايلي. هذا الفهم يُسهم في تصميم أنظمة معقدة لمعالجة السوائل في البيولوجيا المجهرية والتشخيص الطبي.

### تقنيات التبريد الدقيقة
تُستخدم أنظمة التبريد التي تعتمد على رش السوائل الدقيقة في الصناعات المتقدمة لتحسين توزيع القطرات ورفع كفاءة التبريد. فالتحكم في تشكيل القطرات يؤثر بشكل مباشر على مساحة التلامس بين السائل والهواء، مما يعزز من قدرة النظام على تبديد الحرارة وتقليل استهلاك الطاقة. تستفيد هذه الأنظمة من النماذج الرياضية والتجريبية لظاهرة عدم استقرار بلاتو–رايلي لتطوير تقنيات رش متقدمة تعمل بدقة متناهية في الصناعات الإلكترونية، والطاقة، وحتى في تبريد الأجهزة الطبية.

### صناعة المستحضرات الصيدلانية
تُستخدم هذه الظاهرة بشكل واسع في تصنيع الرذاذات والقطرات الدوائية، خاصة في تقنيات الاستنشاق الرذاذي، حيث يلعب التحكم في حجم وتوزيع القطرات دورًا حاسمًا في تحديد الجرعة وفعالية الدواء. تعتمد العديد من أجهزة إيصال الدواء الحديثة على التحكم الدقيق في ديناميكا انفصال الخيوط السائلة لتحقيق وصول مستهدف وموثوق للمادة الفعالة إلى مناطق محددة في الجهاز التنفسي، مما يزيد من كفاءة العلاج ويقلل من الآثار الجانبية.

### فيزياء الفضاء والبيئات ذات الجاذبية المنخفضة
تختلف ديناميكا السوائل بشكل جذري في بيئات الجاذبية المنخفضة، مثل المحطات الفضائية أو المركبات الفضائية، حيث تفقد قوى الجاذبية تأثيرها التقليدي على الانفصال السائل. يمثل فهم سلوك ظاهرة عدم استقرار بلاتو–رايلي في هذه الظروف تحديًا علميًا وتقنيًا مهمًا، إذ يعتمد تصميم أنظمة نقل السوائل، التبريد، والتحكم في المواد السائلة في الفضاء على هذا الفهم. توضح الدراسات الحديثة كيف تتغير أنماط التجزؤ والتفاعل السطحي عند انعدام الجاذبية، مما يفتح آفاقًا لتطوير تقنيات جديدة تناسب بيئات الفضاء.

## الظاهرة في الطبيعة والأمثلة الواقعية
تتجلى ظاهرة عدم استقرار بلاتو–رايلي في الكثير من مظاهر الطبيعة، حيث ترسم لوحة بديعة من الجمال الفيزيائي الخالص. على سبيل المثال، عندما تنهمر قطرات المطر، لا يسقط الماء كخيط مستمر بل تتجزأ إلى قطرات منفصلة بفعل هذه الظاهرة، مما يضفي على هطول المطر طابعًا من التناغم الطبيعي بين الفيزياء والبيئة.
كما يُرى هذا الانفصال في تدفق الحمم البركانية التي تشق طريقها عبر سطح الأرض، حيث تتفكك إلى قطرات أو قطع صغيرة بفعل التوتر السطحي وتأثير الجاذبية، مما يؤثر على انتشارها وتبريدها وتشكيل تضاريس جديدة. وحتى في عالم النبات، تلعب ظاهرة الانفصال هذه دورًا في تشكيل قطرات الرحيق التي تجذب الحشرات، مساهمة بذلك في دورة الحياة النباتية والتلقيح. 
في المشاهد اليومية، نلاحظ هذا الانفصال في قطرات المياه التي تنزل من الحنفيات، وفي تيارات الشلالات الرقيقة التي تتلاشى إلى قطرات صغيرة بفعل قوى التوتر السطحي. كذلك تظهر الظاهرة في تشكل قطرات الندى على أوراق النباتات، حيث تتجمع السوائل إلى قطرات منتظمة الشكل نتيجة لانفصال الخيوط المائية الدقيقة. 
ومن بين الظواهر الطبيعية الساحرة التي تعكس عدم استقرار بلاتو–رايلي، تكسر الأمواج على صخور الشاطئ، حيث تتشكل خيوط مائية رفيعة تتفكك بفعل التوتر السطحي والرياح إلى قطرات صغيرة ترسم رذاذًا ينساب في الهواء، مضفية بذلك جمالية طبيعية تنبع من تفاعل القوى الفيزيائية المتنوعة.
على مستوى أدق، يمكن ملاحظة تأثير هذه الظاهرة في تناثر قطرات العطر أو السوائل الطيارة عند رشها، حيث يبدأ السائل بخيط رفيع يتكسر إلى قطرات متعددة، تُحدد صفاتها الفيزيائية عمليات عدم الاستقرار هذه.
هذه الأمثلة الطبيعية ليست سوى تذكيرٍ حي بجمال وقوة الفيزياء التي تحكم عالمنا، وتُظهر كيف يمكن لظاهرة علمية بسيطة أن تشكل جزءًا من النسيج الحي للطبيعة، مترابطة بتفاصيل الحياة اليومية والظواهر البيئية.

## التحديات البحثية والأسئلة المستقبلية
على الرغم من التقدم الكبير في النماذج النظرية والتجريبية التي تشرح ظاهرة عدم استقرار بلاتو–رايلي، لا تزال هناك عدة تحديات بحثية تفرض نفسها على الأبحاث الحديثة. من أبرز هذه التحديات فهم التداخل غير الخطي بين عوامل مثل اللزوجة، التوتر السطحي، والجاذبية، خاصة في السوائل غير المتجانسة أو متعددة المراحل، مثل البوليمرات أو المحاليل النانوية.
تعاني النماذج الرياضية التقليدية من صعوبة في توصيف الحالات التي تتغير فيها خواص السائل مع الزمن أو الموضع، كما هو الحال في الأنظمة التي تخضع لمجالات كهربائية أو مغناطيسية، مما يفتح التساؤل حول كيفية تأثير هذه الحقول على سلوك عدم الاستقرار، خصوصًا في تطبيقات مثل الطباعة ثلاثية الأبعاد وتكنولوجيا النانو.
كما تثار عدة تساؤلات مهمة بشأن ظاهرة عدم استقرار بلاتو–رايلي، منها:
- هل تتصرف هذه الظاهرة بنفس الطريقة الفيزيائية عند تكوّن قطرات من الماء المتجمد مقارنة بالحمم البركانية أو المعادن المصهورة ذات اللزوجة والتوتر السطحي المختلفين؟
- كيف تؤثر زاوية انسكاب القطرات، سواء كانت عمودية أو مائلة، على نمط التشتت والانفصال في هذه الظاهرة؟
- هل تختلف هذه الظاهرة في بيئات ذات جاذبية منخفضة أو منعدمة، كما في رحلات الفضاء؟
- ما هو تأثير المجالات الكهربائية والمغناطيسية على سلوك هذه الظاهرة في السوائل المشحونة أو المغناطيسية؟
- كيف يمكن التنبؤ بسلوك انفصال هذه الظاهرة في السوائل ذات الخصائص غير المتجانسة أو المتغيرة بسرعة مثل البوليمرات أو المحاليل النانوية؟